# آلتو (ایندیانا)
التو، ایندیانا (به انگلیسی: Alto, Indiana) یک منطقهٔ مسکونی در ایالات متحده آمریکا است که در ایندیانا واقع شده‌است.

## خصوصیات
التو ۴۰۰ نفر جمعیت دارد و ۲۵۶٫۰۴ متر بالاتر از سطح دریا واقع شده‌است.